# Перепеличний Олександр Володимирович
Олександр Володимирович Перепеличний (рос. Александр Владимирович Перепеличный, деякі російські джерела наводять по-батькові Юрійович) (15 липня 1968, Володимир-Волинський — 10 листопада 2012, Вейбридж) — російський підприємець, фінансист, інформатор європейських слідчих і Вільяма Браудера у справі Магнітського.
Смерть Перепеличного подавалась європейськими засобами масової інформації як імовірна нова «справа Литвиненка». У 2018 році у британської поліції з'явились докази причетності російських спецслужб до вбивства Перепеличного. Проведено ексгумацію тіла померлого бізнесмена для проведення токсикологічної експертизи, результати якої були оприлюднені 19 грудня 2018 року: коронер зробив висновок, що Перепеличний «найімовірніше помер природною смертю, а саме — внаслідок синдрому раптової аритмічної смерті».

## Біографія
Олександр Перепеличний народився 15 липня 1968 року у Володимир-Волинському в сім'ї лікарів. Навчався у Володимир-Волинській школі № 2, пізніше перейшов на навчання у республіканський фізико-математичний інтернат. У 1980-х роках Перепеличний перебрався до Москви, та розпочав навчання в Московському фізико-технічному інституті. За спогадами його друзів, в інституті він був відмінником та хотів продовжити навчання в США, проте на це не було грошей. Щоб заробити, в 1989 році зайнявся торгівлею комп'ютерами, які поставляв державним організаціям. Олександр Перепеличний захопився бізнесом, і він відмовився від думок про аспірантуру. У 1991 році він закінчив факультет фізичної хімії та біології МФТІ, та розпочав торгувати на товарній біржі. До середини 1990-х років Перепеличний успішно керував інвестиційним фондом. Крім цього, він займався постачанням продуктів харчування й угодами з нерухомістю. Також керував компанією «Baikonur», яка надавала фінансові послуги.
Після кризи 2008 року успішний до цього бізнесмен розорився. Йому пред'явили позови про відшкодування значної заборгованості. Зокрема, він заборгував компанії, яка належала Дмитру Ковтуну, якого Велика Британія вважає одним із убивць Олександра Литвиненка Перепеличний також підозрювався у зв'язках з кримінальними колами.
У січні 2010 року Олександр Перепеличний разом із родиною емігрував до Великої Британії. Згідно деяких свідчень, він отримав дозвіл на проживання, інвестувавши в країну проживання більше 1 мільйона фунтів стерлінгів, а в статусі політичного біженця йому відмовили. Перепеличний установив контакт із керівником Hermitage Capital Management Вільямом Браудером, якому надав власну інформацію про розкрадання російських бюджетних коштів та про загибель у московському СІЗО аудитора Сергія Магнітського.
В останні роки життя Олександра Перепеличного турбувала зайва вага. До своєї загибелі йому вдалось подолати цю проблему завдяки дієті та регулярним заняттям бігом.

## Смерть і розслідування
Напередодні загибелі, в листопаді 2012 року, Перепеличний провів кілька днів у Парижі з коханкою, громадянкою України Ельмірою Мединською, з якою він познайомився в Інтернеті в березні того ж року. Пізніше Мединська заявила в суді, що Перепеличний сильно нервувався з-за роботи. 9 листопада, за день до смерті, під час вечері в ресторані він поскаржився на неприємний смак однієї із страв. Після повернення в готель бізнесмен протягом години блював.
Уранці 10 листопада Перепеличний повернувся з Парижа, після чого в кінці дня зробив пробіжку. Того ж дня його знайшли мертвим біля власного маєтку на околиці елітного містечка Вейбридж в графстві Суррей. Поховали Олександра Перепеличного в Лондоні.
Російські правозахисники заявили, що Перепеличного вбили. Сам бізнесмен здогадувався, що на нього готується замах. Західними засобами масової інформації смерть Перепеличного розглядалась як імовірна нова «справа Литвиненка».
Розслідування смерті проводила британська, французька і швейцарська поліція. За даними попереднього слідства, у шлунку Перепеличного знайдені сліди отруйної рослини гельземію. Під час розслідування виявилось, що Перепеличний був дуже багатою особою. У його комп'ютері знайшли банківські транзакції на сотні мильйонів фунтів стерлінгів, пов'язані з сільськогосподарським бізнесом. Орендований будинок бізнесмена в графстві Суррей коштував більш ніж 5 мільйонів фунтів. Незадовго до смерті він застрахував своє життя на 8 мільйонів фунтів, а також мав намір купити новий будинок в Англії та нерухомість у Маямі.
У листопаді 2012 року в провідних британських засобах масової інформації з посиланням на джерела в міністерстві закордонних справ Великої Британії з'явились публикації про те, що за півроку до смерті Перепеличного міністерству стало відомо про інтерес до діяльності Перепеличного російських правоохоронних органів у зв'язку з розслідуванням «справи рішал», яку ввів СК РФ: при обшуку в квартирі кілера Валіда Лурахмаева улітку 2012 року виявлені документи й на Перепеличного: один з паспортів, фотографія з сімейного архіву, вказівка адреси його проживання в Англії, маршрути поїздок. У слідчому комітеті вирішили попередити бізнесмена, вважаючи його черговою жертвою. У листопаді 2016 року уряд Великої Британії (як і в справі Литвиненко) добився засекречення частини матеріалів розслідування у справі Перепеличного.
У 2018 році, після отруєння Скрипалів, британська поліція відновила розслідування обставин смерті Перепеличного. У листопаді того ж року до розслідування підключились британські спецслужби. У грудні 2018 року газета «The Sunday Times» повідомила, що контртерористичний підрозділ Скотленд-Ярду виявив свідчення причетності російської влади до смерті Перепеличного. За даними слідства, співробітники ГРУ знаходились у Великій Британії у той же час, коли помер бізнесмен.
У березні 2018 року видання «BuzzFeed» повідомило, що в секретній доповіді Агентства національної безпеки для Конгресу США сказано, що з «високою долею впевненості» вбивство Перепеличного було санкціоновано Володимиром Путіним. За даними «BuzzFeed», у 2017 году американські спецслужби передали MI6 інформацію про причетність російської влади до вбивства Перепеличного.
У 2018 році проведено ексгумацію тіла померлого бізнесмена для проведення токсикологічної експертизи, результати якої були оприлюднені 19 грудня 2018 року: коронер зробив висновок, що Перепеличний «найімовірніше помер природною смертю, а саме — внаслідок синдрому раптової аритмічної смерті». Проте коронер не виключив і того, що Перепеличного могли отруїти якоюсь новою речовиною, яка не залишає після себе слідів.
Після того, як Велика Британія в 2018 році відновила розслідування обставин смерті Перепеличного, Генеральна прокуратура Росії висунула свою версію вбивства, згідно якої бізнесмена вбили за наказом Вільяма Браудера. 19 листопада 2018 року генпрокуратура Росії направила до Слідчого комітету Росії матеріали для відкриття щодо Браудера кримінальної справи за звинуваченням в організації вбивства Перепеличного. Саме Браудер сприяв прийняттю «Закону Магнітського» та санкцій щодо багатьох російських чиновників, і Росія до цього часу відкрила проти нього ряд кримінальних справ.

## Особисте життя
Олександр Перепеличний був одружений з Тетяною Галіївною Перепеличною, уродженкою Киргизії, з якою познайомився в Москві під час навчання. У пари було двоє дітей, які народились у 2001 і 2003 роках.